# Фатима (фильм, 1958)
Фатима (груз. ფატიმა, осет. Фатимæ) — художественный фильм киностудии «Грузия-фильм» по поэме, трагедии осетинского поэта Коста Хетагурова. Автор сценария и постановщик Семён Долидзе, режиссёры Владимир Валиев (Валишвили), композиторы Арчил Кереселидзе и Борис Галаев, консультант — Маирбек Цаликов. Фильм снят к 100-летию со дня рождения выдающегося осетинского поэта и публициста Коста Хетагурова.

## Сюжет
Состоятельный осетинский князь вдовец удочеряет подкинутую к нему девочку (Фатиму), которая вырастает в его семье и становится объектом любви его сына Джамбулата, а также батрака Ибрагима, который вынужден скрывать свои чувства. После начала войны с турками Джамбулат уходит на войну и пропадает, и через несколько лет Фатима, отвергнув многих женихов, пошла против требования отца, решает выйти за Ибрагима (как за самого бедного). Её брак складывается счастливо, назвала ребёнка в память о возлюбленном Джамбулатом. Однако Джамбулат неожиданно спустя семь лет возвращается из турецкого плена и требует, чтобы Фатима  оставила Ибрагима, а когда та отказывается, Джамбулат убивает Ибрагима ночью подло в спину выстрелив. В конце фильма Фатима, узнав об убийстве Ибрагима Джамбулатом, сходит с ума, начинает избивать ребёнка. Ребёнка Ибрагима и Фатимы, маленького Джамбулата, увозит с собой на воспитание во Владикавказ русский инженер дорог.

## В ролях
- Владимир Тхапсаев — наиб князь Алимбек
- Тамара Кокова — Фатима
- Отар Мегвинетухуцеси — Джамбулат, сын князя
- Гиули Чохонелидзе — Ибрагим, батрак
- Спартак Багаев — друг Ибрагима, одолживший коня
- Екатерина Амиреджиби — сестра Алимбека
- Меги Цулукидзе — Зарета, подруга Фатимы
- Иван Русинов — инженер
- Акакий Васадзе — Заурбек, сват
- Дмитрий Мамиев — князь Сослан Бадилаев
- Давид Соxадзе — маленький Джамбулат, сын Фатимы и Ибрагима
- Эльза Цховребова — няня
- Спартак Багаев  — друг Ибрагима
- Валентин Петров — старик, пленник в Османской империи
- Котэ Дуашвили — старик, один из пастухов при возвращении Джамбулата из плена

Сам режиссёр Владимир Валиев (Валишвили) считал, что герои его фильма должны «заговорить» на осетинском языке. Поэтому в октябре 1965 года, спустя семь лет после премьеры, начинается работа над осетинским дубляжём киноленты и уже 5 декабря Владимир Валиев лично привозит в Северную Осетию первую копию фильма. Фильм на осетинский язык перевёл Реваз Асаев, роли озвучивали осетинские актёры: В. Тхапсаев, Д. Темираев, Б. Тлатов, Ю. Мерденов, Ц. Мамиев, Р. Гассиева, В. Уртаева. Редактор дубляжа – И. Качмазов, звукооператор – М. Нижарадзе, директор дубляжа – П. Гугутидзе. В настоящее время первоначальный вариант киноленты «Фатима» на осетинском языке считается утерянным. Хотя высказываются предположения, что дублированная копия может храниться в Госфильмофонде России в Москве.
Фильм был запрещён к показу в Турции. По некоторым сведениям, исполнительница роли Фатимы Тамара Кокова, тогда ещё студентка ГИТИСа, стала обладательницей приза «За лучшую женскую роль» на всесоюзном кинофестивале в 1959 году. По другим источникам, актриса закончила ГИТИС и получила премию в 1958 году. По всей видимости, премьера фильма состоялась в Грузии в 1958 и в Москве в 1959 годах, а Тамара Кокова была не победительницей ВКФ, а лауреатом премии в номинации «Премия для актёров».